# Otkriće neba
Otkriće neba je roman poznatoga nizozemskoga pisca Harryja Mulischa iz 1992. godine. Opisuje duboko prijateljstvo dvojice muškaraca i tajnoviti povratak na nebo kamenih ploča koje sadrže Deset Božjih zapovijedi. Roman je napisan s izrazitim humorom (posebice prvi dio) i pokazuje autorovo gotovo enciklopedijsko poznavanje stvari.
Prema romanu, 2001. godine snimljen je i istoimeni film kojeg je režirao nizozemski redatelj Jeroen Krabbé. 
Na početku romana upoznajemo se s Anđelom kojemu je zapovjeđeno vratiti na nebo kamene ploče koje sadrže Deset Božjih zapovijedi koje je Bog dao Mojsiju. Anđeo u romanu predstavlja sponu između neba i Zemlje. Međutim, on kao božansko biće ne može sam posjetiti Zemlju, stoga u nekoliko navrata utječe na događaje na Zemlji postavši zapravo personifikacija deus ex machina. 
Izravno utječe na živote triju likova (dvojice muškaraca i jedne žene), kako bi se začelo dijete koje bi imalo urođenu želju da pronađe i vrati kamene ploče na nebo. 
Roman se sastoji od četiri dijela pjesnički naslovljena dubletama "Početak početka", "Kraj početka“, "Početak kraja" i "Kraj kraja". Tijekom odvijanja radnje, Anđeo raspravlja o svom naumu sa svojim nadređenim arhanđelom Gabrijelom.